# Лисенко Сергій Анатолійович (режисер)
Лисенко Сергій (нар. 5 грудня 1964, Київ) — український режисер, сценарист та актор.

## Життєпис
Народився 5 грудня 1964 році в м. Києві.
Закінчив Київський національний університет театру, кіно і телебачення імені Івана Карпенка-Карого у 1986 році, кінофакультет режисури.
Першою картиною стала дипломна робота «Кінець канікул», знята у 1986 році, яка стала культовою для шанувальників групи «Кіно» та Віктора Цоя, який зіграв у картині головну роль та стала для нього дебютом у кіно.
|                                                 | — Вашою дипломною роботою є “Кінець канікул” із Віктором Цоєм. Як ви познайомилися із цим культовим музикантом? — З Цоєм я познайомився заочно. Я чув його пісні, які мені дуже подобалися. Я подумав, що було б непогано зробити дипломну роботу у жанрі музичного фільму. Цой у 85-му році був мало кому відомий. Я поїхав до Ленінграда і через своїх знайомих дізнався телефони "Ленінградського рок-клубу" і вийшов на нього. Ми зустрілися у легендарному кафе "Сайгон". Тоді модною темою були відеокліпи. Він побачив нагоду візуалізувати свої пісні. І сценарій йому дуже сподобався. |
| — Сергій Лисенко під час інтерв'ю виданню "Бук" | |

[неавторитетне джерело]
З 1992 по 1994 роки був головою ради Об'єднання молодих кінематографістів України (ОМКУ)
Працював режисером, автором та ведучим програм на телеканалі «1+1» та «Інтер»
Призер міжнародних кінофестивалів.
Член Спілки кінематографістів України.
Окрім «Кінець канікул», відзняв шість інших картин.
Сергій Лисенко кілька років працював з президентом України Віктором Януковичем, був режисером запису звернень президента, зокрема новорічної і різдвяної вітальної промови президента у 2013 році, яке записували в Успенському соборі Києво-Печерської Лаври.